# Bergiaria
Bergiaria (Бергіарія) — рід риб родини Пласкоголові соми ряду сомоподібні. Має 2 види.

## Опис
Загальна довжина представників цього роду коливається від 9,1 до 19,7 см. Зовнішністю схожі на сомів роду Pimelabditus. Голова помірної довжини. Очі помірно великі. Верхня губа трохи довша за нижню. Є 3 пари вусів, з яких верхня пара є дуже довгою. Тулуб подовжений, кремезний. Спинний плавець доволі широкий, промені розгалужені. Грудні плавці невеличкі, подовжені, загострені на кінці. Жировий плавець помірно високий, довгий. Анальний плавець низький, довгий. Хвостовий плавець розділений, з довгими лопатями.
Забарвлення однотонне коричневе або голова коричнева, тулуб зі сріблясто-металевим відтінком.

## Спосіб життя
Біологія вивчена недостатньо. Це демерсальні риби. Воліють до прісних вод. Тримаються скелястих й кам'янистих ділянок, де ховаються вдень. Активні у присмерку. Живляться водними організмами, водоростями, рідше безхребетними.

## Розповсюдження
Мешкають у басейнах річок Сан-Франсиску і Парана — в межах Бразилії й Аргентини.

## Види
- Bergiaria platana
- Bergiaria westermanni